# Los grandes exitos de Freddy
Los grandes exitos de Freddy ist das zweite Kompilationsalbum des österreichischen Schlagersängers Freddy Quinn, das 1962 vom Musiklabel Polydor (Nummer 250-229) auf Schallplatte in Argentinien veröffentlicht wurde. Der Vertrieb geschah durch Philips Argentina S.A. und der Druck durch B. Finkel E Hijo S.R.L. Die Veröffentlichung geschah unter der Rechtegesellschaft Bureau International de l’Edition Mecanique.

## Schallplattenhülle
Auf der Schallplattenhülle ist ein hockender Freddy Quinn zu sehen, der sich auf einem Boot befindet und ein beiges Hemd und eine beige Hose mit schwarzen Stiefeln trägt. Das Boot befindet sich auf dem Meer und im Hintergrund fliegen Möwen. Der Schriftzug „Los Grandes Exitos De“ ist in roten Großbuchstaben links oben zu sehen und „Freddy“ darunter in größerem Schriftgrad in Kleinschreibung.

## Musik
Freddy Quinn sang die Lieder auf dem Album in Deutsch, die Liedtitel sind in Spanisch angegeben. Bis auf Un Barco Lleno De Whisky (Ein Schiff voll Whisky) veröffentlichte Quinn alle Lieder als Single in den Jahren 1956 bis 1961.

## Titelliste
Das Album beinhaltet folgende 14 Titel:
- Seite 1

1. Nostalgias
2. Volvere Pronto
3. Quien Lo Olvida
4. Cigarrillos Y Whisky
5. Debes Olvidar Todo
6. Bajo Extrañas Estrellas
7. Necesitas Siempre De Un Amigo

- Seite 2

1. Sin Patria
2. La Guitarra Y El Mar
3. El Tiene Una Chica En Hong Kong
4. Melodia De La Noche
5. Tantos Sueños
6. Un Barco Lleno De Whisky
7. Aun Estoy Solo